# Jean De Bie
Jean de Bie (Uccle, 9 de maio de 1892 - 30 de abril de 1961) foi um futebolista belga que atuou como goleiro, ele ganhou a medalha de ouro como membro da Seleção Belga de Futebol.

## Carreira
Em toda a sua carreira, ele jogou no K.F.C. Rhodienne-Verrewinkel. Ganhou a medalha de ouro nos Jogos Olímpicos de Verão de 1920, atuando pela Seleção Belga de Futebol e, em 1930, já com 38 anos, foi convocado para a Seleção Belga que participaria da Copa do Mundo FIFA de 1930; com isso, tornou-se o jogador mais velho  a ser convocado para aquela competição, embora não tenha jogado nenhuma partida.